# José Vicente Train
José Vicente Train (* 19. prosinec 1931, Barcelona) je bývalý španělský fotbalový brankář katalánské národnosti.
Se španělskou reprezentací vyhrál mistrovství Evropy roku 1964, byť na závěrečném turnaji nenastoupil. V národním týmu působil v letech 1961–1963 a nastoupil v 7 zápasech.
S Realem Madrid se stal čtyřikrát mistrem Španělska (1960/61, 1961/62, 1962/63, 1963/64) a získal španělský pohár (1961/62).